# Bataille de Castagnaro
La bataille de Castagnaro se déroule le 11 mars 1387 (pendant la pré-renaissance ou trecento), en Italie. Elle oppose les troupes de la ville de Padoue aux troupes des villes de Vérone et de Venise.

## Contexte
La région, proche de Vérone, est traversée par de nombreux canaux et rivières, ce qui complique le travail des stratèges. La préparation de la bataille attire les grands condottieres présents en Italie du Nord.Durant deux mois, le mercenaire John Hawkwood fait le siège devant Vérone, mais il doit se retirer car il va se retrouver isolé et coupé de son ravitaillement. Les Véronais le poursuivirent et le rattrapent à Castagnaro. Alors que les guides de la troupe cherchent des passages parmi les marécages, Francesco Novello da Carrara qui protège le carrocio de Padoue avec ses archers, en renfort de la compagnie blanche de John Hawkwood, décide de faire mouvement. De son côté, Giovanni Ordelaffi avec 9 000 cavaliers, 2 600 archers et piquiers, associés aux milices urbaines déterminées à défendre leur famille et leur demeure, regroupe une grande partie de ses troupes autour du carrocio de Vérone avec 300 archers. Sa condotta est renforcée par la troupe d'Ostasio da Polenta. Hawkwood qui avait combattu dans l'armée anglaise sait choisir le terrain, il fait mettre les archers en avant et une partie de ses chevaliers à pied, et garde une réserve de cavalerie.

## La bataille
Au cours d'une manœuvre habile, les 600 archers anglais conduits par Hawkwood s'emparent du carrocio des Véronais, provoquant leur débandade, sauf parmi la troupe de Giovanni di Isola qui se bat jusqu'à son dernier souffle. Les Véronais connurent pratiquement le même sort que les chevaliers français à Crécy et à Poitiers. Ils s'épuisèrent en vaines charges et furent finalement défaits par la réserve de Hawkwood.

## Conséquences
La victoire des Padouans est totale. Environ 5 000 combattants sont retenus prisonniers dont Ordelaffi, Ostasio da Polenta, Facino Cane, les frères dal Verne. 700 hommes laissent la vie sur le champ de bataille. Le butin récupéré par John Hawkwood, honoré comme le meilleur condottiere de son temps, se compose de sommes d'argent considérables, de 24 bombardes et 40 chariots de munitions.
Peu de temps après, les hostilités reprennent dans un rare déchirement de violence.